# Presidenti della Siria
I presidenti della Siria si sono succeduti dal 1922, allorché ebbe inizio il mandato francese in Palestina.

## Storia
Dopo il crollo dell'Impero ottomano, nel 1918, era stato istituito il Regno Arabo di Siria, con il re Faysal I; questi fu esautorato nel 1920, mentre la nomina del Presidente divenne prerogativa dell'autorità francese, una volta divenuto operativo il mandato della Società delle Nazioni.

## Lista
Mandato francese della Siria (1922-1946) 
| Presidente                                | Presidente                                | Presidente                                | Presidente                                        | Partito                                   | Elezione                                  | Inizio                                    | Fine                                      |
| Presidenti del Consiglio Federale Siriano | Presidenti del Consiglio Federale Siriano | Presidenti del Consiglio Federale Siriano | Presidenti del Consiglio Federale Siriano         | Presidenti del Consiglio Federale Siriano | Presidenti del Consiglio Federale Siriano | Presidenti del Consiglio Federale Siriano | Presidenti del Consiglio Federale Siriano |
| ----------------------------------------- | ----------------------------------------- | ----------------------------------------- | ------------------------------------------------- | ----------------------------------------- | ----------------------------------------- | ----------------------------------------- | ----------------------------------------- |
| 1                                         |                                           |                                           | Ṣubḥī Bey Barakāt al-Khālidī                      | Indipendente                              | -                                         | 28 giugno 1922                            | 1º gennaio 1925                           |
| 1                                         | Presidenti dello Stato di Siria           |                                           |                                                   |                                           |                                           |                                           |                                           |
| (1)                                       |                                           |                                           | Ṣubḥī Bey Barakāt al-Khālidī                      | Nominato dalle autorità francesi          | -                                         | 1º gennaio 1925                           | 21 dicembre 1925                          |
| -                                         |                                           |                                           | François Pierre-Alype (facente funzione)          | Nominato dalle autorità francesi          | -                                         | 9 febbraio 1926                           | 28 aprile 1926                            |
| 2                                         |                                           |                                           | Aḥmad Nāmī Bey                                    | Indipendente                              | -                                         | 28 aprile 1926                            | 15 febbraio 1928                          |
| -                                         |                                           |                                           | Tāj al-Dīn al-Jawadī al-Ḥasanī (facente funzione) | Indipendente                              | -                                         | 15 febbraio 1928                          | 14 maggio 1930                            |
| Presidenti                                |                                           |                                           |                                                   |                                           |                                           |                                           |                                           |
| -                                         |                                           |                                           | Tāj al-Dīn al-Jawadī al-Ḥasanī (facente funzione) | Indipendente                              | 14 maggio 1930                            | 19 novembre 1931                          |                                           |
| -                                         |                                           |                                           | Léon Solomiac (facente funzione)                  | Nominato dalle autorità francesi          | -                                         | 19 novembre 1931                          | 11 giugno 1932                            |
| 3                                         |                                           |                                           | Muḥammad ʿAlī al-ʿĀbad                            | Nominato dalle autorità francesi          | -                                         | 11 giugno 1932                            | 21 dicembre 1936                          |
| 4                                         |                                           |                                           | Hashim al-Atassi (I volta)                        | Blocco Nazionale                          | -                                         | 21 dicembre 1936                          | 7 luglio 1939                             |
| Presidenti del Consiglio dei Commissari   |                                           |                                           |                                                   |                                           |                                           |                                           |                                           |
| 5                                         |                                           |                                           | Bahīj Bey al-Khaṭīb                               | Nominato dalle autorità francesi          | -                                         | 10 luglio 1939                            | 4 aprile 1941                             |
| Presidenti                                |                                           |                                           |                                                   |                                           |                                           |                                           |                                           |
| -                                         |                                           |                                           | Khālid al-ʿAẓm (facente funzione)                 | Indipendente                              | -                                         | 4 aprile 1941                             | 16 settembre 1941                         |
| 6                                         |                                           |                                           | Tāj al-Dīn al-Jawadī al-Ḥasanī                    | Indipendente                              | -                                         | 16 settembre 1941                         | 17 gennaio 1943                           |
| -                                         |                                           |                                           | Jamil al-Ulshi (facente funzione)                 | Indipendente                              | -                                         | 17 gennaio 1943                           | 25 marzo 1943                             |
| Capi dello Stato                          |                                           |                                           |                                                   |                                           |                                           |                                           |                                           |
| 7                                         |                                           |                                           | ʿAtāʾ al-Ayyūbī                                   | Indipendente                              | -                                         | 25 marzo 1943                             | 17 agosto 1943                            |
| Presidenti                                |                                           |                                           |                                                   |                                           |                                           |                                           |                                           |
| 8                                         |                                           |                                           | Shukrī al-Quwwatlī (I volta)                      | Blocco Nazionale                          | -                                         | 17 agosto 1943                            | 17 aprile 1946                            |

 Repubblica di Siria (1946-1958) 
| Presidente                                | Presidente | Presidente | Presidente                    | Partito                                                              | Elezione | Inizio           | Fine             |
| ----------------------------------------- | ---------- | ---------- | ----------------------------- | -------------------------------------------------------------------- | -------- | ---------------- | ---------------- |
| Presidenti                                |            |            |                               |                                                                      |          |                  |                  |
| (8)                                       |            |            | Shukri al-Quwwatli (I volta)  | Blocco Nazionale (fino al 1947) Partito Nazionale Siriano (dal 1947) | -        | 17 aprile 1946   | 30 marzo 1949    |
| (8)                                       |            |            | Shukri al-Quwwatli (I volta)  | Blocco Nazionale (fino al 1947) Partito Nazionale Siriano (dal 1947) | -        | 17 aprile 1946   | 30 marzo 1949    |
| 9                                         |            |            | Husni al-Za'im                | Militare                                                             | 1949     | 30 marzo 1949    | 14 agosto 1949   |
| Presidenti del Consiglio supremo militare |            |            |                               |                                                                      |          |                  |                  |
| 10                                        |            |            | Sami al-Hinnawi               | Militare/Partito Nazionalista Sociale Siriano                        | -        | 14 agosto 1949   | 15 agosto 1949   |
| Capi dello Stato                          |            |            |                               |                                                                      |          |                  |                  |
| (4)                                       |            |            | Hashim al-Atassi (II volta)   | Partito del Popolo                                                   | -        | 15 agosto 1949   | 2 dicembre 1951  |
| Presidenti del Consiglio supremo militare |            |            |                               |                                                                      |          |                  |                  |
| -                                         |            |            | Adīb al-Shīshaklī (I volta)   | Militare/Partito Nazionalista Sociale Siriano                        | -        | 2 dicembre 1951  | 3 dicembre 1951  |
| Capi dello Stato                          |            |            |                               |                                                                      |          |                  |                  |
| 11                                        |            |            | Fawzi Selu                    | Militare                                                             | -        | 3 dicembre 1951  | 11 luglio 1953   |
| Presidenti                                |            |            |                               |                                                                      |          |                  |                  |
| 12                                        |            |            | Adīb al-Shīshaklī (II volta)  | Movimento Arabo di Liberazione                                       | 1953     | 11 luglio 1953   | 25 febbraio 1954 |
| -                                         |            |            | Ma'mun al-Kuzbari (I volta)   | Movimento Arabo di Liberazione                                       | -        | 26 febbraio 1954 | 28 febbraio 1954 |
| (4)                                       |            |            | Hashim al-Atassi (III volta)  | Partito del Popolo                                                   | -        | 28 febbraio 1954 | 6 settembre 1955 |
| (8)                                       |            |            | Shukri al-Quwwatli (II volta) | Partito Nazionale Siriano                                            | -        | 6 settembre 1955 | 22 febbraio 1958 |

 Repubblica Araba Unita (1958-1961) 
| Presidente | Presidente | Presidente | Presidente          | Partito          | Elezione | Inizio           | Fine              |
| ---------- | ---------- | ---------- | ------------------- | ---------------- | -------- | ---------------- | ----------------- |
| Presidenti |            |            |                     |                  |          |                  |                   |
| 13         |            |            | Gamal Abd al-Nasser | Unione Nazionale | 1958     | 22 febbraio 1958 | 29 settembre 1961 |

 Repubblica Araba Siriana (1961-oggi) 
| Presidente                                                       | Presidente | Presidente | Presidente            | Partito                | Elezione                 | Inizio            | Fine             |
| ---------------------------------------------------------------- | ---------- | ---------- | --------------------- | ---------------------- | ------------------------ | ----------------- | ---------------- |
| Presidenti della Repubblica                                      |            |            |                       |                        |                          |                   |                  |
| -                                                                |            |            | Ma'mun al-Kuzbari     | Indipendente           | -                        | 29 settembre 1961 | 20 novembre 1961 |
| -                                                                |            |            | 'Izzat al-Nuss        | Indipendente           | Ad interim               | 20 novembre 1961  | 14 dicembre 1961 |
| 14                                                               |            |            | Nazim al-Qudsi        | Partito del Popolo     | -                        | 14 dicembre 1961  | 8 marzo 1963     |
| Presidenti del Consiglio del comando nazionale della rivoluzione |            |            |                       |                        |                          |                   |                  |
| 15                                                               |            |            | Lu'ayy al-Atassi      | Militare               | -                        | 9 marzo 1963      | 27 luglio 1963   |
| Presidenti del Consiglio presidenziale                           |            |            |                       |                        |                          |                   |                  |
| 16                                                               |            |            | Amin al-Hafiz         | Militare/Partito Ba'th | -                        | 27 luglio 1963    | 23 febbraio 1966 |
| Presidenti della Repubblica                                      |            |            |                       |                        |                          |                   |                  |
| 17                                                               |            |            | Nur al-Din al-Atassi  | Militare/Partito Ba'th | -                        | 25 febbraio 1966  | 18 novembre 1970 |
| -                                                                |            |            | Aḥmad al-Khaṭīb       | Partito Ba'th          | -                        | 18 novembre 1970  | 22 febbraio 1971 |
| 18                                                               |            |            | Ḥāfiẓ al-Asad         | Partito Ba'th          | 1971 1978 1985 1991 1999 | 22 febbraio 1971  | 10 giugno 2000   |
| -                                                                |            |            | ʿAbd al-Ḥalīm Khaddām | Partito Ba'th          | Ad interim               | 10 giugno 2000    | 17 luglio 2000   |
| 19                                                               |            |            | Baššār Ḥāfiẓ al-Asad  | Partito Ba'th          | 2000 2007 2014 2021      | 17 luglio 2000    | 8 dicembre 2024  |
| Carica vacante dall'8 dicembre 2024 al 29 gennaio 2025           |            |            |                       |                        |                          |                   |                  |
| -                                                                |            |            | Ahmad al-Shara'       | Tahrir al-Sham         | Ad interim               | 29 gennaio 2025   | in carica        |